# Popowia congensis
Popowia congensis (Engl. & Diels) Engl. & Diels – gatunek rośliny z rodziny flaszowcowatych (Annonaceae Juss.). Występuje naturalnie w Sierra Leone, Liberii, Wybrzeżu Kości Słoniowej, południowej części Nigerii, w Kongo oraz Ugandzie. 

## Morfologia
PokrójZimozielony krzew o pnących pędach.
LiścieMają kształt od eliptycznego do eliptycznie odwrotnie jajowatego. Mierzą 4,5–17 cm długości oraz 2,5–6,5 cm szerokości. Nasada liścia jest zaokrąglona lub prawie sercowata. Blaszka liściowa jest o tępym lub krótko spiczastym wierzchołku.
OwocePojedyncze mają eliptyczny kształt, zebrane w owoc zbiorowy. Osiągają 15–25 mm długości. mają żółtą lub czerwoną barwę.